# Tory
Tory es el nombre con el que se denomina a quien pertenece o apoya al Partido Conservador británico o a varios partidos conservadores de Canadá, como el Partido Conservador de Canadá, el Partido Conservador Progresista, entre otros. En un principio tenía connotaciones despectivas, ya que procede de la palabra irlandesa thairide o tóraighe, que significaba bandolero o asaltador de caminos.
Se considera que esta agrupación fue fundada por Thomas Osborne, conde de Danby y lord canciller de Carlos II.[cita requerida] Al parecer, se introdujo su uso en la política inglesa a raíz de la crisis que suscitó la ley de exclusión de 1678-1681. Los whigs eran aquellos que apoyaban la exclusión de Jacobo de York, convertido al catolicismo, de los tronos de Escocia, Inglaterra e Irlanda, mientras que los tories eran quienes lo apoyaban; se los consideraba conservadores y defensores de los intereses de los terratenientes.
Los ataques de Jacobo II a la Iglesia de Inglaterra llevaron a algunos tories a apoyar la Revolución de 1688, pero en su mayoría se opusieron al cambio dinástico. Se los consideraba jacobitas, lo que les mantuvo apartados del poder durante prácticamente todo el siglo XVIII.
Los tories sufrieron una transformación fundamental bajo la influencia de Robert Peel, más un industrial que un terrateniente, quien en su Manifiesto de Tamworth de 1834 delineó una nueva filosofía conservadora de reforma social, conservando los aspectos positivos. De ahí en adelante las administraciones de Peel se llamaron más bien conservadoras que tories, pero este antiguo término siguió usándose en la política inglesa.